# Mathias Vicherat
 (4 décembre 2023).
Le texte peut changer fréquemment, n’est peut-être pas à jour et peut manquer de recul. 
Le titre et la description de l'acte concerné reposent sur la qualification juridique retenue lors de la rédaction de l'article et peuvent évoluer en même temps que celle-ci.
Mathias Vicherat, né le 26 mai 1978 aux Lilas (Seine-Saint-Denis), est un haut fonctionnaire français. Il est directeur de l'Institut d'études politiques de Paris de novembre 2021 au 13 mars 2024.
Ancien sous-préfet, puis directeur de cabinet des maires de Paris Bertrand Delanoë et Anne Hidalgo, il est ensuite directeur général adjoint du groupe SNCF. Il a été responsable du projet d'entreprise de la communication et porte-parole, puis secrétaire général de Danone.

## Biographie

### Jeunesse et études
Mathias Vicherat naît le 26 mai 1978 aux Lilas, en Seine-Saint-Denis. Son père, Denis Vicherat, est un ancien directeur du développement durable de la Fnac, fondateur du mouvement Utopia et directeur des éditions du même nom. Sa mère, éducatrice spécialisée, a été « longtemps communiste ».
Mathias Vicherat suit une scolarité difficile au collège, d'où il est renvoyé plusieurs fois. Il obtient son baccalauréat en sciences économiques et sociales au lycée Voltaire. Après une hypokhâgne, il poursuit ses études à l'IEP de Paris (promotion 2000), où il lance la première section de l'Attac. Il est également titulaire d'un DEA de science politique à l'université Paris I Panthéon-Sorbonne et d'un DESS de gestion publique à l'université Paris-Dauphine.
Pendant sa scolarité, il travaille auprès de Jean-Luc Mélenchon, alors ministre délégué à l'Enseignement professionnel, et milite à l'UNEF entre ses 18 et 22 ans.  
Il prépare le concours de l'École nationale d'administration (ENA), où il est reçu. Il fait partie de la promotion Léopold-Sédar-Senghor, dont sont également issus Emmanuel Macron, Gaspard Gantzer, Sibyle Veil, Sébastien Proto ou encore Boris Vallaud,,. Lors de sa scolarité, il y crée une antenne de la CFDT.

### Parcours professionnel

#### Haute fonction publique
Sorti de l'ENA en 2004, il entame sa carrière en tant que directeur de cabinet du préfet de la région Picardie, Pierre Mirabaud puis Michel Sappin. En 2006, il devient sous-préfet chargé de mission en Seine-Saint-Denis, fonction qu'il occupe jusqu'en 2008. Dans ce cadre, il ouvre le dialogue avec des jeunes sur l'égalité des droits et la justice sociale lors de violences urbaines. À ce poste, il contribue également à la lutte contre les marchands de sommeil, en lien avec les gendarmes de la cellule départementale de lutte contre l'habitat indigne.[réf. nécessaire]
En 2008, il travaille aux côtés du sarkozyste Frédéric Péchenard à la Direction générale de la Police nationale. En tant que chef du pôle territorial, il s'occupe notamment du rapprochement entre police et gendarmerie,.

#### Mairie de Paris
Le 6 septembre 2010, il devient directeur adjoint au cabinet du maire de Paris, succédant à François Blouvac. En 2012, il remplace Nicolas Revel en tant que directeur de cabinet de Bertrand Delanoë. Considéré comme proche de ce dernier, il copréside l'Association des anciens collaborateurs, qui regroupe près d'une centaine de proches de l'ancien maire de Paris, surnommés les « bébés Delanoë »,.
Il garde son poste après l'élection d'Anne Hidalgo en tant que maire de Paris en 2014.

#### Groupe SNCF
Mathias Vicherat rejoint le groupe SNCF le 2 janvier 2017. Il exerce la fonction de directeur général adjoint chargé du projet d’entreprise et de la communication, chapeautant la stratégie, la communication, l'image et le porte-parolat. Il quitte le groupe SNCF à la fin de l'année 2018,.

#### Danone
Le 22 février 2019, il devient secrétaire général de Danone. Il succède à Emmanuelle Wargon, avec des fonctions davantage étendues.

#### Direction de Sciences Po
En 2021, il fait partie des 23 candidats à la direction de l'Institut d'études politiques de Paris en remplacement de Frédéric Mion, démissionnaire à la suite de l'affaire Olivier Duhamel. Le 10 novembre, il est élu par le conseil d'administration de la Fondation nationale des sciences politiques. Il est nommé directeur de l'IEP, et administrateur de la Fondation nationale des sciences politiques par un décret du président de la République ainsi que par un arrêté de la ministre de l'Enseignement supérieur, de la Recherche et de l'Innovation.
Parmi ses priorités annoncées figurent la diversification des profils des étudiants, la généralisation de l'alternance, le renforcement de la faculté permanente et l'accroissement de la lutte contre les violences sexistes et sexuelles,. Pendant son mandat, le dispositif des conventions d'éducation prioritaire est renforcé pour atteindre près de 200 lycées partenaires, en France métropolitaine comme dans les territoires d’outre-mer. L‘objectif de Mathias Vicherat est d’augmenter de 50 % le nombre de candidats admis par cette voie. Pour soutenir cette politique d'ouverture, il ouvre en 2023 la procédure de recrutement aux élèves des lycées professionnels.
À la suite de son renvoi devant le tribunal correctionnel dans le cadre de l'enquête préliminaire pour violences conjugales ouverte en décembre 2023, il quitte ses fonctions de directeur de Sciences Po et d'administrateur de la Fondation nationale des sciences politiques le 13 mars 2024.

## Vie privée
Il a deux enfants, dont un fils avec son ancienne compagne Marie Drucker, qui a pour parrain Bertrand Delanoë.

## Affaire judiciaire
Le soir du 3 décembre 2023, Mathias Vicherat et son ex-compagne Anissa Bonnefont se retrouvent à l'hôtel Lutetia, alors qu'ils ne vivent plus ensemble depuis plusieurs semaines. La situation dégénère et les deux en viennent aux mains. S'accusant mutuellement de violences conjugales selon le parquet, Mathias Vicherat et sa compagne Anissa Bonnefont sont placés en garde à vue le 3 décembre 2023 au commissariat central du 7e arrondissement de Paris,. Leur garde à vue est levée le lendemain. Aucune blessure ne nécessitant une interruption temporaire de travail (ITT) n'est constatée sur l'un ou l'autre et aucune plainte à la date du 4 décembre 2023 n'a été déposée. Une enquête préliminaire pour « violences conjugales » est ouverte. 
Le procès est fixé au 24 octobre 2024. Durant l'audience est révélée l'ambiance au sein du couple, où « Les disputes se succèdent, les coups aussi ». Le 29 novembre 2024, Mathias Vicherat est condamné à cinq mois de prison avec sursis, décision dont il fait appel, tandis que son ancienne compagne est condamnée à une peine de sursis de huit mois. Les deux ont également interdiction d'entrer en contact durant trois ans.

## Publications
- Pour une analyse textuelle du rap français, éditions L'Harmattan, 1er janvier 2001, 148 p. (ISBN 978-2-7475-1089-9, lire en ligne)
- Communication de crise, éditions Pearson, 22 juin 2018, 264 p. (ISBN 978-2-3260-0170-1)